# YES2
YES2 (ang. Young Engineers' Satellite 2 - satelita młodych inżynierów) – międzynarodowy ładunek satelitarny finansowany przez ESA, stanowiący efekt pracy 100 studentów z 25 uniwersytetów z krajów europejskich (w tym Polski), Kanady i Japonii, wyniesiony na satelicie Foton M-3. Jest to pierwszy ładunek, na którym znalazły się polskie komponenty wytworzone przez prywatnych producentów. Zakładany czas pracy wynosił 7-10 godzin. Eksperyment powiódł się tylko częściowo.

## Przebieg misji
25 września od YES2 oddzielił się lądownik Fotino i za pomocą linki o długości ok. 30 km miał zostać opuszczony w kierunku Ziemi i zdeorbitowany (lądowanie miało nastąpić o 07:55, niedaleko Dierżawinska, w Kazachstanie). Proces opuszczania lądownika na lince nie powiódł się jednak. Rozpoczęty o 05:46:33 przebiegał normalnie w pierwszej fazie, tj. do rozwinięcia 3380 metrów. Faza druga przebiegała pomyślnie do momentu rozwinięcia 8490 metrów. Wtedy też doszło do zakłócenia procesu rozwijania, prędkość spadła z 12 do 5 m/s. Linka została przecięta około godz. 07:20, wtedy gdy powinna być już cała rozwinięta. Fotino pozostał na orbicie zbliżonej do orbity satelity Foton i niedługo później wszedł w atmosferę ziemską. Nie udało się zlokalizować miejsca jego upadku.

## Wkład polski
W misji wzięli udział również studenci z Polski, głównie wydziałów Mechanicznego Energetyki i Lotnictwa oraz Elektroniki i Technik Informacyjnych Politechniki Warszawskiej. Zbudowali oni komorę helową do pomiaru temperatury linki rozwijanej w przestrzeni kosmicznej. Następnie, dzięki dwóm półrocznym stażom, polscy studenci partycypowali w pisaniu oprogramowania satelity, budowie stacji naziemnej, elementów urządzeń komunikacyjnych, sterownika silnika krokowego, mechanicznych elementów naziemnych wspomagających misję, konstruowaniu obudowy podzespołów, elementów struktury statku, tworzenia dokumentacji graficznej, oraz budowie makiety wagowej (mass dummy unit).

## Ładunek naukowy
- FLOYD (Foton Located YES2 Deployer) – eksperyment hamowania orbitalnego za pomocą linki z włókna Dyneema (z polietylenu) o dł. 30 km i przekroju 0,5 mm (masa 5 kg) i deorbitacji kapsuły Fotino;
- MASS (the Mechanical Acquisition and Support System);
- Fotino – kapsuła powrotna eksperymentu AIR (An Inherently-safe Re-entry capsule - właściwie bezpieczna kapsuła powrotna) – średnica 40 cm, masa 5,5 kg.